# Ranocchi fritti
I ranocchi fritti o "all'uovo" sono un piatto tipico della piana occidentale fiorentina, ricca di laghetti e corsi d'acqua, soprattutto di Brozzi, Lecore, San Donnino, San Piero a Ponti, San Mauro a Signa e Sant'Angelo a Lecore.

## Descrizione
Dopo un periodo di oblio, iniziato nel secondo dopoguerra e dovuto al crescente benessere che ha fatto passare un po' in secondo piano le ricette povere (oltre alla riduzione dei luoghi di "pesca" delle rane per il boom edilizio ed industriale della zona), sono stati riscoperti dalla ristorazione locale e sono tornati protagonisti di numerose sagre e feste.
Si ottengono lasciando riposare per un'oretta i ranocchi spellati in un composto di uova sbattute, sale e limone, per poi infarinarli e friggerli in olio bollente.